# 37-es villamos (Budapest)

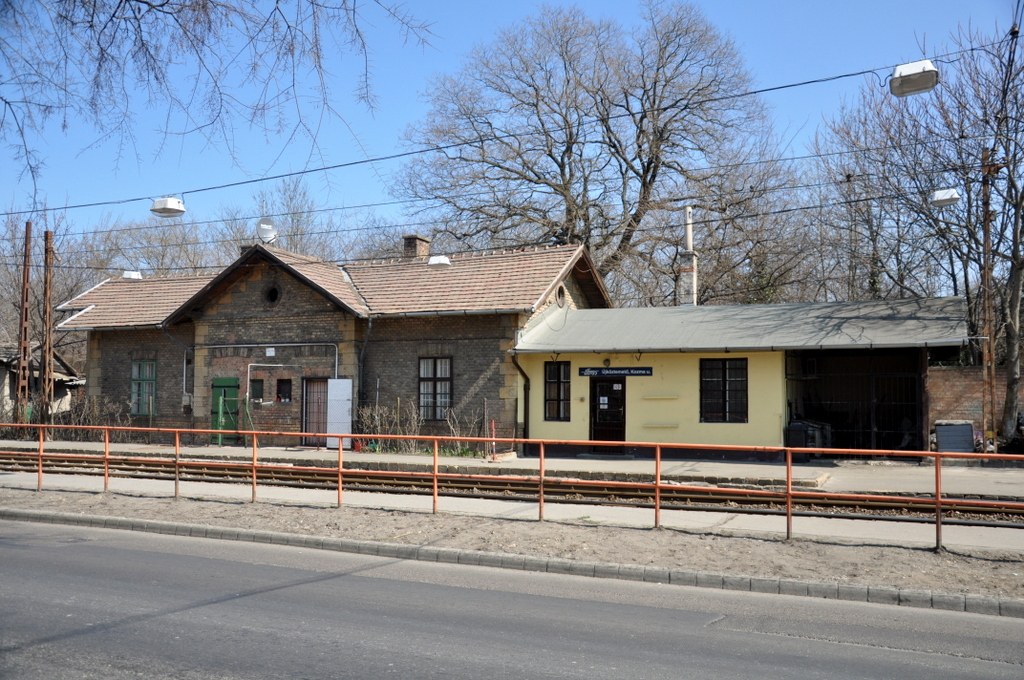
A 37-es „új” végállomása, miután „cseréltek” a 28-as villamossal

A budapesti 37-es jelzésű villamos a Blaha Lujza tér (Népszínház utca) és az Új köztemető (Kozma utca) között közlekedik. A viszonylatot a Budapesti Közlekedési Zrt. üzemelteti. A villamos csak csúcsidőben közlekedik 12-15 percenként, napközben és hétvégén a 37A közlekedik helyette a Blaha Lujza tér és a Sörgyár között 15 percenként.

## Története
A viszonylatszámok 1910-es bevezetésekor a BKVT a kőbányai MÁV-keresztezés (Mázsa tér) és a Baross tér között indított 37-es jelzéssel villamosjáratot, ami kizárólag a délutáni órákban közlekedett. 1914. szeptember 24-én a Thököly úton és a Hermina úton át az Állatkertig hosszabbodott. 1917 februárjában a zárórarendelethez igazított menetrend bevezetésével az útvonalát visszavágták a Baross térig. 1918-ban a vonal üzemeltetése a Budapesti Egyesített Városi Vasutakhoz (BEVV) került. 1921 augusztusától az éjszakai órákban is járt. 1922-ben már a Kőbánya kocsiszíntől indult. 1923-tól a villamosüzem kezelője a Budapest Székesfővárosi Közlekedési Rt. (BSZKRT) lett. 1924. május 15-én összevonták a Bosnyák tér és a Régi lóversenytér (Thököly út–Dózsa György út találkozása) között közlekedő 69-es viszonylattal, azonban a Kőbányától Baross tér érintésével Zuglóig meghosszabbított 37-es rendkívül zavarérzékenynek bizonyult a szolnoki vasútvonal kétszeri szintbeni (Thököly úti és Kőbányai út) keresztezése miatt, emiatt 1925. december 14-én visszavonták az intézkedést. 1930. szeptember 15-én jelentősen átalakult a főváros villamoshálózata, ekkor útvonala ismét az Állatkertig hosszabbodott, de már az István utcán át. Az 1932. július 18-án bevezetett új BSZKRT-menetrenddel útvonala ismét a Baross tér – Kőbánya szakaszra rövidült, az esti órákban a kibővített üzemidejű 26-os váltotta. Szeptember 19-étől már a Külső-Jászberényi útig járt, azonban a nyári hónapok vasár- és ünnepnapjain a Maglódi úton át egészen az Új köztemetőig közlekedett a megszüntetett 12-es villamos pótlására. 1942. május 4-én a vonalon sínautóbuszokat állítottak forgalomba, azonban mivel ezek visszafordítása csak korlátozottan volt lehetséges, emiatt ismét a Kőbánya kocsiszínig rövidítve közlekedett. 1942–43-ban mindenszentek környékén újra az Új köztemető volt a külső végállomása, ekkor ideiglenesen villamosok jártak a vonalon. 1944. augusztus 16-án az Orczy tér – Sibrik Miklós út szakaszon betétjáratot kapott 37A jelzéssel, azonban ez egy héten belül megszűnt – 28-ától már a Közvágóhídtól induló új 53-as villamos közlekedett itt. A 37-es megszűnésének idejéről nem lelhető fel pontos információ, az 1944. szeptemberi BSZKRT-menetrendben még szerepelt.
1944. december 25-étől szünetelt a fővárosi villamosközlekedés, a háború után csak 1945. május 19-én indították újra korábbi útvonalán, de mindenszentek környékén a következő években ismét az Új köztemetőig ment. 1946. augusztus 12-étől reggel 9 óra előtt és délután 14–18 óra között, 1947. április 28-ától pedig a nap többi részében is a Részvényserfőzdéig meghosszabbítva járt. A BSZKRT felbomlását követően, 1949 októberétől a Fővárosi Villamosvasút Községi Vállalat (FVKV), későbbi nevén Fővárosi Villamosvasút (FVV) üzemeltette. 1952. március 19-én belvárosi végállomását a Kálvin térre helyezték át, innen a Baross utca – Orczy tér – Kőbányai út – Kőrösi Csoma út útvonalon érte el a Jászberényi utat, a munkanapi csúcsidőszakokban és szombaton 12–15 óra között azonban tovább, a Maglódi úton egészen az Akna utcáig közlekedett. 1953 szeptemberében megkezdődött a Baross utcai trolibusz építése, emiatt a Kálvin tér és az Orczy tér között megszűnt a villamosközlekedés. A 37-es 15–20. között ideiglenesen a Baross utca–József körút kereszteződésétől indult, végül 21-étől ismét a Baross térről közlekedett. A felszámolásra ítélt szakaszon átmeneti jelleggel T jelzéssel pótlóbusz üzemelt az Orczy tér és a Szabó Ervin tér között.
1954. június 14-én a 26-os és a 37-es villamos kőbányai végállomását felcserélték: a 26-os az Akna utcáig hosszabbodott, míg a 37-es a Jászberényi útig rövidült; ezzel párhuzamosan a József körút és a Jászberényi út között közlekedő éjszakai 26-os jelzése 37-esre módosult, és legkésőbb 1957-ben megszűnt. Az 1956-os forradalom alatt a 37-es szünetelt, a tömegközlekedés helyreállítása után, 1957. január 28-án indult újra. Február 18-án útvonalát az Akna utcáig hosszabbították, ekkor az Orczy tér – Jászberényi út szakaszon betétjáratot kapott 37A jelzéssel. 1958. június 16-án megszűnt a 37A, a 37-es útvonala felcserélődött a 28-as és a 36-os járatok egy-egy szakaszával: a Kőbányai út helyett a Kolozsvári utca–Salgótarjáni úton át (28-as korábbi nyomvonala), valamint a Baross tér helyett Népszínház utcán keresztül a József körútig járt, a 36-os felhagyott szakaszán. 1961. szeptember 17-étől munkaszüneti napokon, 1964. január 13-ától pedig a munkanapi csúcsidőkben és szombaton 12–17 óra között az Új köztemetőig meghosszabbítva közlekedett; egyéb időszakokban az Akna utcáig közlekedő 37A pótolta.
1967. augusztus 26-án az Országos Mezőgazdasági Kiállítás idejére új járat indult 37B jelzéssel a Rákóczi út és a Mező Imre út kereszteződésében egy hónappal korábban kialakított villamos-végállomás és a Lóverseny tér között, a Salgótarjáni utcán keresztül; 1970–1996 között 29Y, majd 100Y jelzéssel állandósult. 1968-ban a villamosközlekedés irányítása a Budapesti Közlekedési Vállalathoz (BKV) került. 1977. augusztus 31-én megszűnt a 37A betétjárat. 1978. szeptember 30-án a 28-as és a 37-es kőbányai végállomását felcserélték, ettől kezdve csak a Gránátos utcáig meghosszabbítva közlekedett. Az Asztalos Sándor utcai híd állapotának romlása miatt 1983. június 13-án a menetrend szerinti átmenő villamosforgalmat leállították (kocsiszíni menetek áthaladhattak), ekkor a 37-es útvonala átmenetileg – leszámítva a Maglódi úti és Salgótarján utcai vágányfelújítás alatti változásokat – a Hungária körút – Gránátos utca szakaszra rövidült, teljes vonalán 1984. május 21-étől közlekedhetett. 1992. január 20-ától ismét közlekedik a 37A villamos, létrejöttekor az esti és a hétvégi időszakban helyettesítette a 37-est. 1995 szeptemberében megszűnt a Gránátos utcai hurokvágány, emiatt útvonala a Kozma utcai izraelita temetőig rövidült. 2005. szeptember 1. óta a Sörgyárig rövidítve közlekedik a betétjárat. A BKV 2011-es paraméterkönyvének májusi bevezetésével a 28-as ismét végállomást cserélt a 37-essel, így útvonala Új köztemető (Kozma utca) végállomásig rövidült. 2012. augusztus 1-jén megszűnt a MÁV X. kapu megállóhely, mivel a Józsefvárosi pályaudvar bezárása után jelentősen csökkent az utasforgalma. A Fiumei úti sírkert oldalsó kapujának megnyitása miatt 2013. június 16-án Salgótarjáni utca, temető néven újra üzembe helyezték; a felesleges megállások elkerülése érdekében ettől a naptól leszállásjelzővel ellátott TW6000-es szerelvények közlekednek.

## Járművek
A vonalon jelenleg TW 6000 és ČKD–BKV Tatra T5C5K típusú villamosok közlekednek. A villamosokat a Baross kocsiszín és a Száva kocsiszín adja ki.
1980. június 16-án a Hungária kocsiszín Ganz CSMG típusú villamosai mellett megjelentek a vonalon a Ferencváros kocsiszín hármas UV-szerelvényei. 1983. február 15-étől a járműkiadást átmenetileg Ferencváros vette át, továbbra is hármas csatolt UV-kkal, azonban az Élessarok átépítése miatt június 13-ától ismét a Hungária kocsiszín adta a vonalat Ganz csuklósokkal. 1984. május 21-étől a 37-es villamost Baross kocsiszín adta, csatolt ČKD Tatra T5C5 szerelvényekkel. Az 1-es villamos felújítási munkálatai miatt 1997. július 22. és október 1. között átmenetileg a Zugló kocsiszínba átcsoportosított szerelvényekkel történt a kiadás, a Thököly úton keresztül. 2000. december 15-én az 1-es villamos meghosszabbítása miatt a Tatra szerelvényeket a Hungária kocsiszín Ganz CSMG villamosai váltották. 2005. szeptember 3-ától ismét Ferencváros adta a villamosokat, 2008. július 1-jétől a Baross kocsiszínnel közösen. 2008. december 20-án visszakerültek a vonalra a Tatra villamosok, melyeket 2013. június 16-án a Száva kocsiszín TW 6000-es típusa váltott. A 3-as villamos 2013 októberében kezdődő felújítása miatt a Száva kocsiszínből a TW6000 típusú villamosokat nem – vagy csak nagy kerülő árán – tudták kiadni,[forrás?] ezért 2014-ben átmenetileg ismét Tatra T5C5 típusú járművek közlekedtek. 2015. augusztus 1-jétől a villamosokat ismét Ferencváros, majd 2019 januárjától a Száva kocsiszín adta.

## Útvonala
| Új köztemető (Kozma utca) felé |
| Blaha Lujza tér M (Népszínház utca) vá. – Népszínház utca – Teleki László tér – Népszínház utca – Fiumei út – Salgótarjáni utca – Pongrácz úti felüljáró – Őrházi ívek – Kolozsvári utca – Élessarok – Dreher Antal út – Maglódi út – Sírkert út – Kozma utca – Új köztemető (Kozma utca) vá. |
| Blaha Lujza tér (Népszínház utca) felé |
| Új köztemető (Kozma utca) vá. – Kozma utca – Sírkert út – Maglódi út – Dreher Antal út – Élessarok – Kolozsvári utca – Őrházi ívek – Pongrácz úti felüljáró – Salgótarjáni utca – Fiumei út – Népszínház utca – Teleki László tér – Népszínház utca – Blaha Lujza tér M (Népszínház utca) vá. |

## Megállóhelyei
Az átszállási kapcsolatok között a Sörgyárig közlekedő 37A betétjárat nincs feltüntetve.
| 0  | Blaha Lujza tér M (Népszínház utca) végállomás | 32 | 4, 6, 28, 28A, 62 74 5, 7, 7E, 8E, 99, 107, 108E, 110, 112, 133E, 217E | Metróállomás, Nemzeti Fogyasztóvédelmi Hatóság, Óbudai Egyetem-BGK, Corvin Áruház, New York-palota, Uránia Nemzeti Filmszínház, Szent Rókus Kórház, EMKE szálloda, Nemzeti szálloda |
| 1  | II. János Pál pápa tér M                       | 30 | 28, 28A, 62 99, 217E                                                   | Metróállomás, Erkel Színház |
| 3  | Teleki László tér                              | 28 | 28, 28A, 62 99                                                         | Piac, Lakatos Menyhért Általános Iskola és Gimnázium |
| 5  | Magdolna utca                                  | 26 | 23, 24, 28, 28A, 62                                                    | Kerepesi temető |
| 6  | Salgótarjáni utca, temető                      | 23 |                                                                        | |
| 7  | Asztalos Sándor út                             | 22 |                                                                        | |
| 9  | Hidegkuti Nándor Stadion                       | 20 | 1, 1A                                                                  | Hidegkuti Nándor Stadion, BKV Előre Sporttelep |
| 11 | Kőbányai garázs                                | 19 |                                                                        | Kőbányai garázs, Fővárosi Gázművek |
| 12 | Pongrácz úti lakótelep                         | 17 | 95, 195 73                                                             | BMSZC Pataky István Híradásipari és Informatikai Technikum, Budapesti Vásárközpont                                                                                                  |
| 14 | Őrház                                          | 16 |                                                                        | |
| 15 | Halom utca                                     | 16 |                                                                        | |
| 17 | Kőbánya felső vasútállomás                     | 15 | 10 S60 G60 Z60 S80                                                     | Kőbánya felső |
| 18 | Élessarok                                      | 14 | 3, 28, 28A, 62, 62A 85, 161, 161A, 162, 168E, 262                      | |
| 20 | Sörgyár                                        | 12 | 28, 28A 161, 161A, 162, 168E, 262                                      | Dreher Sörgyárak Zrt. |
| 21 | Jászberényi út / Maglódi út                    | 10 | 28, 28A 161, 161A, 162, 168E, 262 484                                  | |
| 21 | Gitár utca                                     | 8  | 28, 28A                                                                | KMASZC Bercsényi Miklós Élelmiszeripari-Környezetvédelmi Technikum, Szakképző Iskola és Kollégium                                                                                   |
| 22 | Kocka utca                                     | 7  | 28, 28A 85E                                                            | ELTE Levéltár, Giorgio Perlasca Kereskedelmi, Vendéglátóipari Szakközépiskola és Szakiskola                                                                                         |
| 23 | Kada utca / Maglódi út                         | 6  | 28, 28A 95, 195                                                        | |
| 25 | Bajcsy-Zsilinszky Kórház                       | 5  | 28, 28A 95, 195                                                        | Bajcsy-Zsilinszky Kórház |
| 26 | Venyige utca                                   | 3  | 28, 28A 95, 195                                                        | Kőbányai bazár |
| 28 | Sírkert út                                     | 2  | 28, 28A 95, 195                                                        | |
| 30 | Új köztemető                                   | 0  | 28, 28A 68, 95, 195, 202E, 268                                         | Kozma utcai Büntetés-végrehajtási intézet |
| 32 | Új köztemető (Kozma utca) végállomás           | 0  | 28, 28A                                                                | Új Köztemető |

## Képgaléria

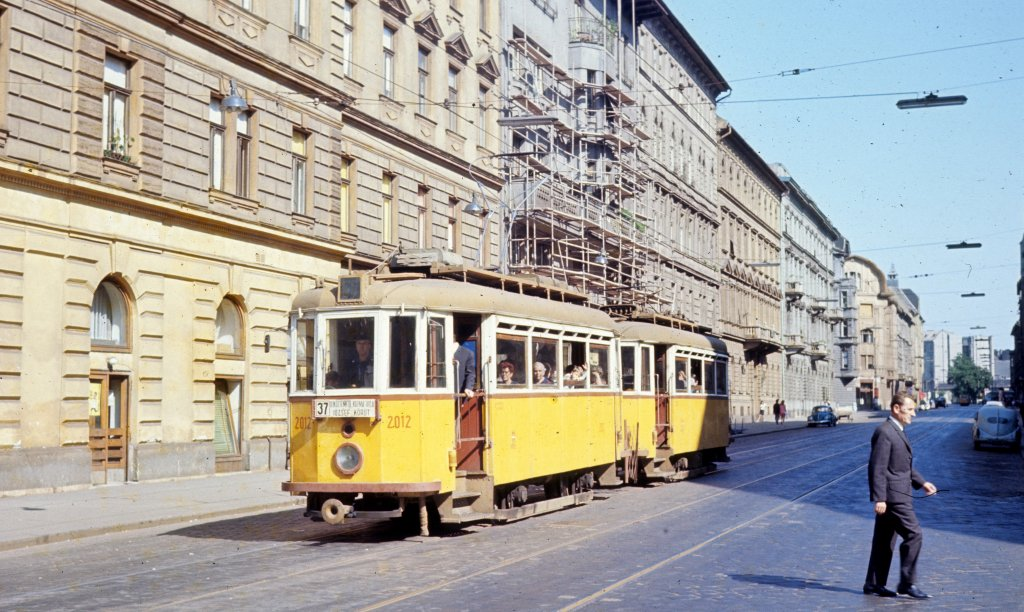
Villamos a Népszínház utcában (1969)
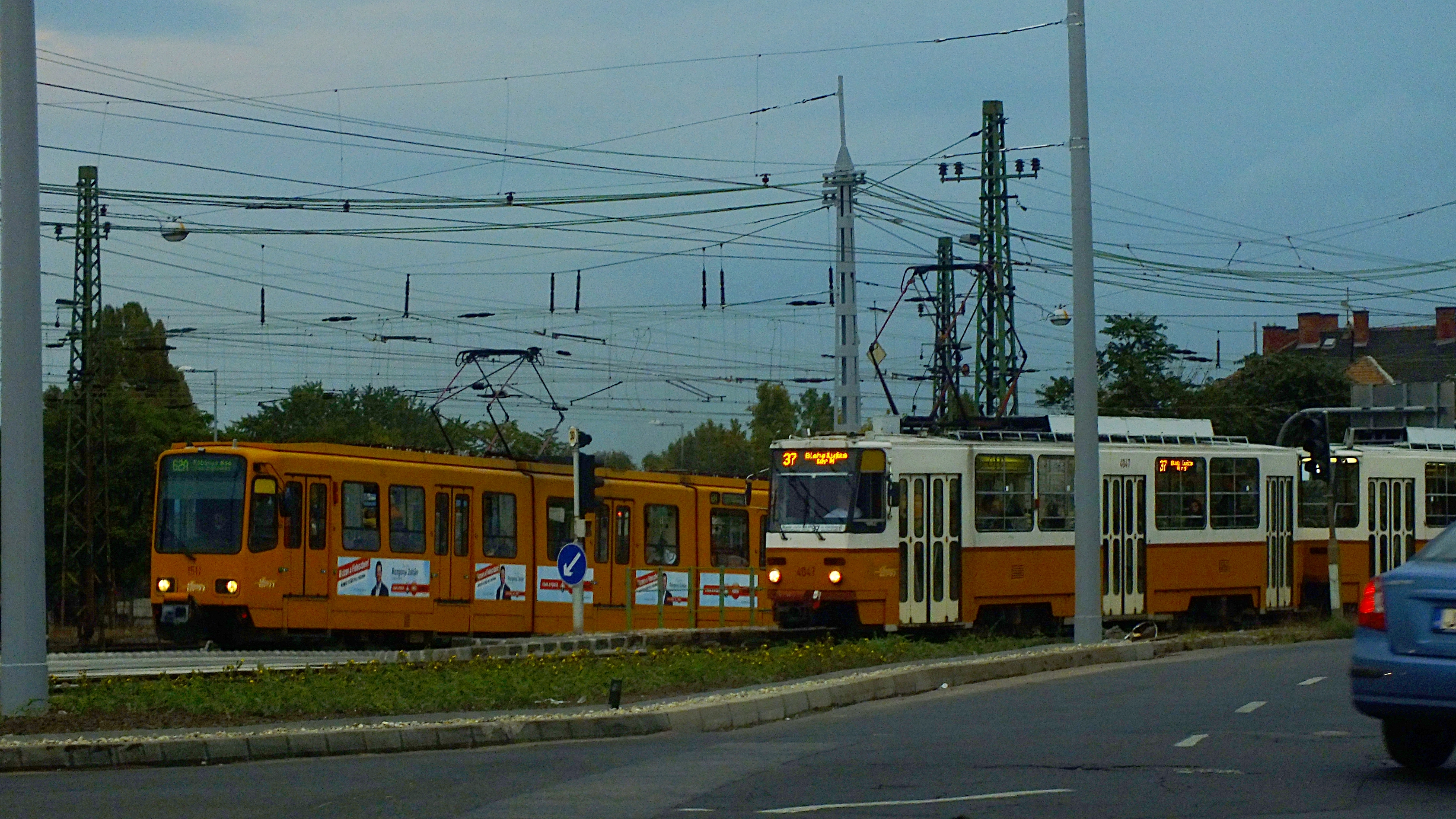
Tatra T5C5 az Élessaroknál (2014)
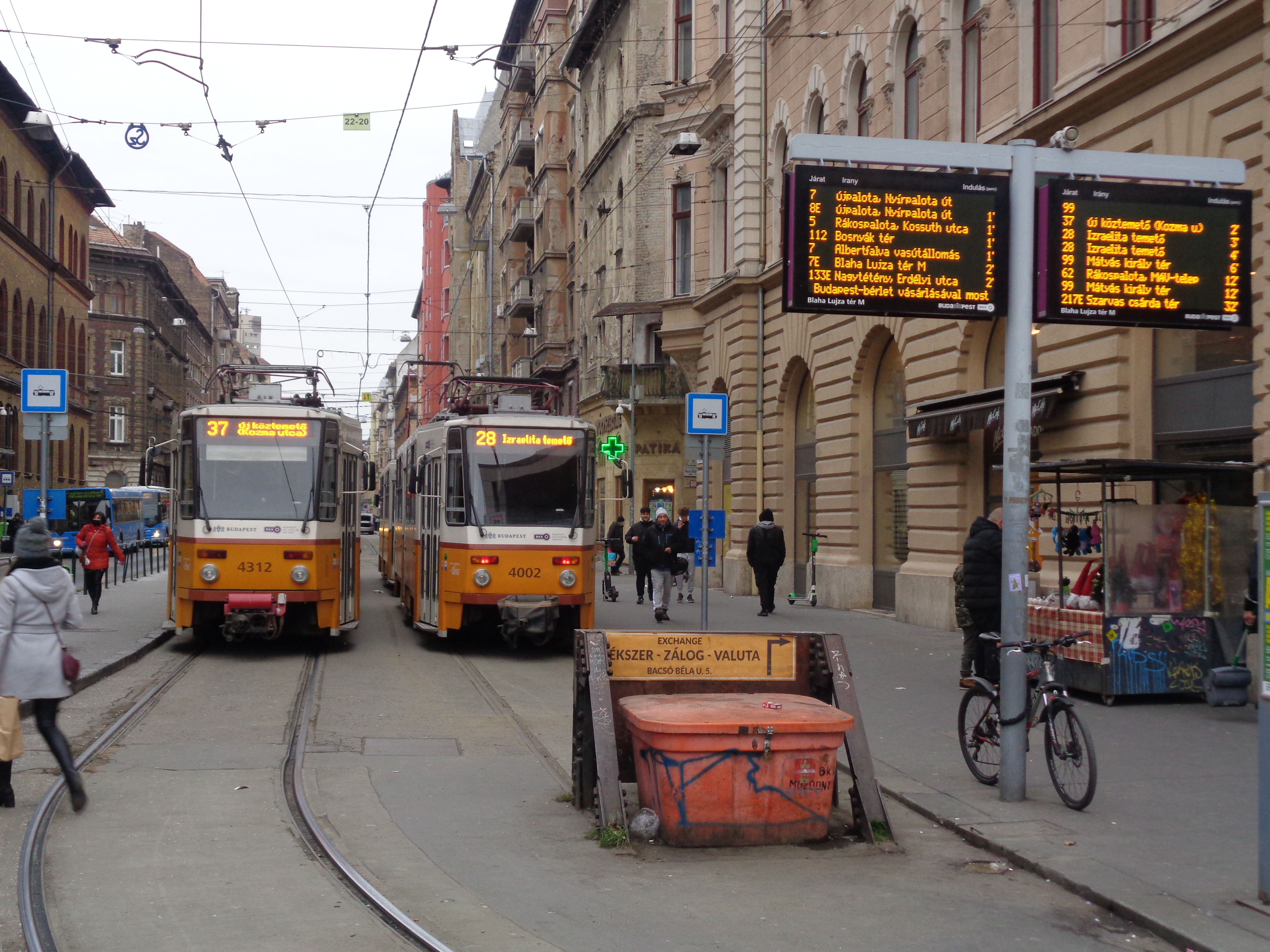
Tatra T5C5K a Népszínház utcában (2021)
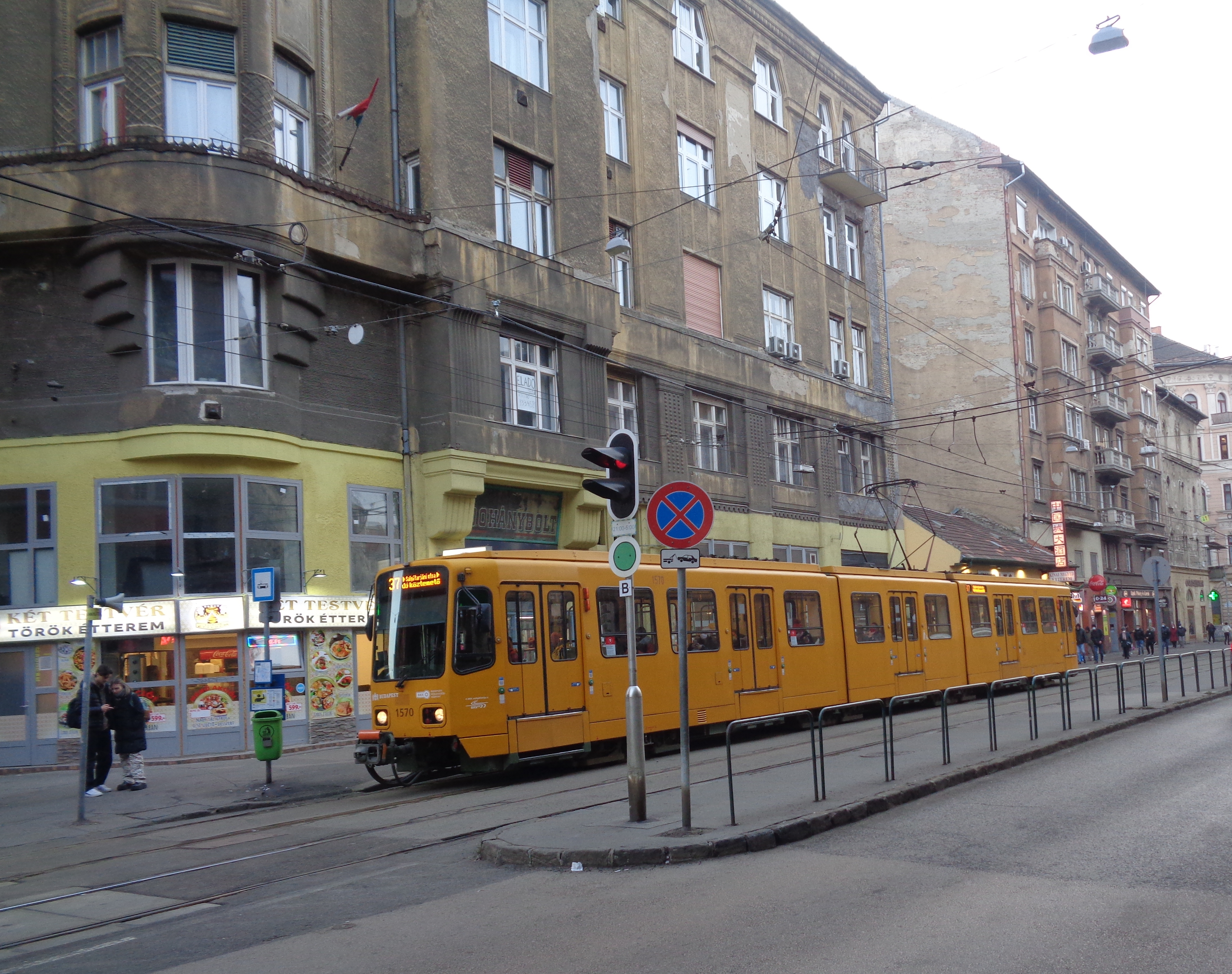
TW 6000 a Népszínház utcában (2022)